# Teknikåret 2012

## Händelser

### Juni
- 6 juni - IPv6, ett nytt Internetprotokoll, lanseras officiellt, vilket möjliggör triljoner nya webbadresser. (PCWorld)